# Margit Geissler
Margit Geissler (Berlijn, 24 oktober 1958 – München, 22 februari 2016) was een Duitse actrice en model.

## Biografie
Geissler kreeg haar eerste grote rol in 1979 in de soft-erotische film Nackt und heiß auf Mykonos. In deze periode verscheen ze ook in Penthouse. In de jaren 80 speelde ze vooral in televisieseries. Haar grootste rol was een hoofdrol in Marienhof tussen 1995 en 1997. 
Geissler overleed in 2016 op 57-jarige leeftijd aan longkanker.

## Filmografie
- 1979: Nackt und heiß auf Mykonos
- 1979: Graf Dracula (beisst jetzt) in Oberbayern
- 1979: Zum Gasthof der spritzigen Mädchen
- 1979: Kesse Teens und irre Typen
- 1979: Spanische Oliven
- 1980: Heiße Kartoffeln
- 1980: Die schönen Wilden von Ibiza
- 1981: Onkel & Co – Die geklaute Miss (televisieserie)
- 1982: Ich bin dein Killer (alternatief: Nullpunkt)
- 1982: Ehe oder Liebe
- 1982: Das kann ja heiter werden (televisieserie, 5 afleveringen)
- 1983: Frühlingssinfonie
- 1983: Monaco Franze – Ein ernsthafter älterer Herr (televisie-meerdeler)
- 1984: Die schöne Wilhelmine – Ewige Treue (televisie-meerdeler)
- 1984: Laufen, leiden, länger leben
- 1985: Drei und eine halbe Portion
- 1985: Didi und die Rache der Enterbten
- 1985: Alte Gauner – Fabrikanten (televisieserie)
- 1986: Urlaub auf italienisch (televisieserie)
- 1986: Laufen, leiden, länger leben (televisiefilm, 2 delen)
- 1986: Ein Fall für zwei – Todsicherer Tip (televisieserie)
- 1987: Hafendetektiv – Kalte Rache (televisieserie)
- 1987: Der Ochsenkrieg (televisie-meerdeler, 5 afleveringen)
- 1987: Wunschpartner (televisieserie)
- 1988: Starke Zeiten
- 1988: Zärtliche Chaoten II
- 1988: Eurocops – Schweigegeld (televisieserie)
- 1988: SOKO München – Unliebsame Konkurrenz (televisieserie)
- 1988–1999: Cop & Co. (televisieserie)
- 1989: Aufs Ganze (televisiefilm, 2 delen)
- 1989: Peter Strohm – Fracht für Mailand (televisieserie)
- 1990: Der Kameramann
- 1993: Die Männer vom K3 (televisieserie, 1 aflevering)
- 1995–1997: Marienhof (televisieserie)
- 1995: Rosa Roth – Lügen (televisieserie)
- 2011: Eine Hand schmiert die andere
- 2011: Hubert und Staller – Mein lieber Schwan (televisieserie)

- Gemeinsame Normdatei: 1061510093
- Virtual International Authority File: 311629429